# Этноботаника
Этнобота́ника — наука, исследующая взаимодействия людей с растениями. От «этно» — исследования людей и «ботаника» — исследования растений. Этноботанику считают ветвью этнобиологии.
Основная задача этноботаники — узнать, как растения используются и воспринимаются в человеческих обществах, включая растения для пищи, медицины, предсказаний, косметики, окрашивания тканей, для строительства, в качестве инструментов, денег, одежды, ритуалов и т. п., и какова роль растений в социальной жизни.

## История
Хотя термин «этноботаника» не использовался до 1895, когда американский ботаник Джон Уильям Харшбергер впервые употребил его, но история этноботаники значительно древнее.
В 77 году н. э. греческий врач Диоскорид издал книгу «Лекарственные вещества» (лат. De Materia Medica), этот иллюстрированный травник содержал информацию о 600 растениях Средиземноморья и том, как и когда необходимо собирать определённый вид растений, является ли оно ядовитым или годным в пищу, как его использовать при врачевании. В течение долгих лет, вплоть до позднего Средневековья, этот травник был непререкаемым авторитетом.
В 1542 Леонарт Фукс опубликовал свой труд «Описание растений» (лат. De Historia Stirpium), где было описано 400 растений Германии и Австрии.
Большим прорывом европейской науки в изучении растений стал объёмный, хорошо иллюстрированный, труд Франсиско Эрнандеса «История растений Новой Испании» (1570—1577), выполненный по заказу короля Испании Филиппа II. В книгу вошли описания более 3000 растений и 500 животных, существовавших на территории современной Мексики. В то же самое время, но несколько более краткую работу о растениях в своём фундаментальном произведении «Общая история дел Новой Испании» (1576) написал Бернардино де Саагун. Обе книги опирались на сведения ацтеков об окружающем их мире, а потому могут считаться такими, которые мало подверглись европейскому влиянию. В дальнейшем рукопись Саагуна была забыта, но книга Эрнандеса была неоднократно заимствована другими учёными: Хосе де Акоста, Нардо Антонио Рекки, Фабио Колонна, Хайме Онорато Помаром, Грегорио Лопесом, Федерико Чези, Хуаном Барриосом, Иоганом де Лаэтом, Иоаном Эусебио Ньерембергом, Вильямом Пизо, Робертом Лавэлом, Джоном Рэем, Джеймсом Ньютоном и другими.
Джон Рэй (1686—1704) в своей «Истории растений» (лат. Historia Plantarum) ввёл понятие однодольных и двудольных по примеру разделения людей на мужчин и женщин.
В эпоху Великих географических открытий европейские мореплаватели привозили домой новые растения, в это время были открыты основные европейские ботанические сады.
В 1753 Карл Линней написал книгу «Виды растений» (лат. Species Plantarum), которая включала описание приблизительно 5 900 растений. Линней ввёл использование латинского названия для растения из двух слов — название рода, а затем видовой эпитет.
В XIX столетии наступил пик ботанических исследований. Александр Гумбольдт, собравший данные о растениях открытых земель, является основоположником географии растений.
Эдвард Палмер с 1860-х до 1890-х собрал образцы растений, использовавшихся на североамериканском Западе и в Мексике.
Когда был собран достаточный материал по использованию коренными народами разных форм растительного мира, стало возможным говорить о появлении нового раздела ботаники — этноботаники.
Первым человеком, который изучил перспективу использования растений в традиционной медицине, был немецкий врач, работавший в Сараеве в конце XIX столетия, Леопольд Глуек. Его работу по традиционному медицинскому использованию растений можно считать первой современной работой по этноботанике.
В России этноботаника охватывает полезные и вредные свойства растений, воспринятые через призму народной культуры. Одни растения воспринимались как безусловно вредные: гриб-мухомор, белена и волчья ягода. Другим растениям приписывались лечебные свойства. Подорожником лечили раны, ромашку заваривали для полоскания горла, чистотелом лечили кожные заболевания. Ряд растений выполняли календарные функции: елью декорировали помещения в момент зимних святок, папоротник ассоциировался с Днём Ивана Купалы, яблоки ели на праздник Спаса в конце лета, вербу несли в храм в первое воскресение перед Пасхой. Берёза использовалась для производства домашней утвари (веников и коробов).

## Современная этноботаника
В XX столетии интересы этноботаников переместились от простого собирания фактов к большей методологической и концептуальной ориентации.
Отцом-основателем академической этноботаники можно считать Ричарда Эванса Шултса. Народные целители зачастую отказывались раскрыть свои секреты посторонним, а Шултс сумел стать учеником амазонского целителя и был посвящён в тайные знания.
Сегодня этноботаника требует от учёного разнообразных знаний и навыков: знания законов ботаники и умений определять растения, вести сбор и сохранение экземпляров; понимания местных культурных реалий, лингвистической подготовки.

### Этноботаника и психоактивные вещества
В настоящее время слово этноботаника нередко встречаются в контексте исследования или использования психоактивных веществ, в частности — природных галлюциногенов. Иногда даже утверждают, что Карлос Кастанеда может быть назван этноботаником, однако характер его работ ясно доказывает поверхностное отношение к предмету.

### На русском языке
- Раздел «Этноботаника» на сайте «Славянские древности»

### На английском языке
- Society for Economic Botany Архивная копия от 7 августа 2010 на Wayback Machine
- International Society of Ethnobiology
- Society of Ethnobiology Архивная копия от 27 августа 2010 на Wayback Machine
- Journal of Ethnobiology and Ethnomedicine Архивная копия от 11 сентября 2010 на Wayback Machine
- Journal of Ethnobotany Research and Applications Архивная копия от 10 августа 2010 на Wayback Machine
- Latin American and Caribbean Bulletin of Medicinal and Aromatic Plants
- «Before Warm Springs Dam: History of Lake Sonoma Area» Архивная копия от 13 июля 2010 на Wayback Machine This California study has information about one of the first ethnobotanical mitigation projects undertaken in the USA.